# Gemiş, Çardak
Gemiş là một thị trấn thuộc huyện Çardak, tỉnh Denizli, Thổ Nhĩ Kỳ. Dân số thời điểm năm 2010 là 1.869 người.